# Uppstoppet
Uppstoppet är en bebyggelse i Bureå socken i östra delen av Skellefteå kommun. Uppstoppet ligger direkt sydöst om tätorten Bureå, cirka 2 mil sydöst om Skellefteå.
SCB klassade Uppstoppet som en småort vid den första avgränsningen år 1990. Då omfattade småorten 9 hektar och hade 56 invånare. Till nästa avgränsning 1995 hade befolkningen minskat till 53 personer och till avgränsningen efter det var befolkningen i Uppstoppet färre än 50 personer och området räknas därför inte längre som småort.